# Distrikt Tacna
Der Distrikt Tacna liegt in der Provinz Tacna in der Region Tacna im äußersten Südwesten von Peru. Der Distrikt hat eine Fläche von 2407,18 km². Beim Zensus 2017 wurden 92.972 Einwohner gezählt. Sitz der Distriktverwaltung ist die Regionshauptstadt Tacna.
Der Distrikt Tacna liegt im Süden der Provinz Tacna. In jüngerer Vergangenheit wurden Teile des ursprünglichen Distriktgebietes herausgelöst und bilden heute die eigenständigen Distrikte Coronel Gregorio Albarracín Lanchipa (2001) und La Yarada Los Palos (2015). Der Distrikt umfasst die Stadt Tacna sowie weitgehend wüstenhafte Gebiete südwestlich und südöstlich der Stadt.